# Lethe angulata
Lethe angulata är en fjärilsart som beskrevs av Adalbert Seitz 1907. Lethe angulata ingår i släktet Lethe och familjen praktfjärilar. Inga underarter finns listade i Catalogue of Life.